# 藤原元子
藤原元子（ふじわら · もとこ，Fujiwara Motoko）生卒年不详，为平安时代中期一条天皇的嫔御之一。左大臣藤原显光之女，母村上天皇皇女盛子内亲王。同母妹为小一条院敦明亲王的元配王妃藤原延子。

## 人物生平
藤原元子为左大臣藤原显光之女。长德2年（996年）11月14日，入内，居住于承香殿，不久封女御。世称承香殿女御。

元子之父藤原显光一直希望将女儿送入一条天皇的后宫，但长时间内因为皇后藤原定子一族的原因而未能成行。等到定子皇后的父亲关白藤原道隆薨去、皇后兄长藤原伊周被贬谪，皇后也因此出居宫外，内大臣藤原公季又将女儿藤原义子送入后宫，元子因此亦得入宫。

元子入宫后，颇受天皇喜爱。当时一条天皇只得皇后所生一女，尚未有男嗣，天皇之母东三条院藤原诠子常说：“只有生下皇子的我才会重视她。”长德三年冬，元子患腹胀之病，以为自己怀孕了，就按规矩离开宫中到父亲显光的宅邸。

元子的步辇经过弘徽殿（早元子一步入内的女御藤原义子的住所）前，殿中的侍女们争相推帘观看，所以竹帘膨胀起来好像大肚子一样。元子的侍女看到后说：“（弘徽殿）只有帘子怀孕了。”围观者因此非常羞愧难堪。

可是，元子回家后，到了预产期却没有分娩的预兆，于是显光让元子到广隆寺参诣祈祷。元子在广隆寺留宿数日，有临产的迹象，却最终腹水流出病愈，没有生出孩子。元子为此非常羞愧，再不复入宫。世间还做歌谣嘲笑她。

长保二年（1000年），元子得授从三位。宽弘二年（1005年），进从二位。宽弘八年六月二十二日（1011年7月25日）一条天皇驾崩，其后元子与参议源赖定交好。元子的举动惹得父亲显光大怒，亲手剪掉了女儿的头发，将她赶出家门。元子只得暂居她的乳母之子僧侣实哲的家。其后元子仍与赖定颇多往来，成为他的妻子，与赖定生有两女。